# Sexy Dance 3D
Série Sexy Dance
Sexy Dance 2
(2008) Miami Heat
(2012)
Pour plus de détails, voir Fiche technique et Distribution.
Sexy Dance 3D (simplement Sexy Dance 3 en vidéo), ou Dansez dans les rues 3D (simplement Dansez dans les rues 3 en vidéo) au Québec, (Step Up 3D, simplement Step Up 3 en vidéo) est un film américain réalisé par Jon Chu, sorti en 2010.
Il s'agit du troisième volet de la série de films Sexy Dance. Ce sera le deuxième film de danse tourné en 3D après Street Dance 3D. Il s'agit du dernier volet co-produit par Touchstone Pictures et distribué par Disney aux États-Unis et au Canada à la suite du rachat de Summit Entertainment par Lionsgate.

## Synopsis
Étudiant à l'université de New York, Moose fait équipe avec une bande de loyaux street dancers et, parmi eux, Luke et Natalie. Ensemble ils vont se mesurer aux meilleurs break dancers (les Samouraïs) du monde au cours d’un affrontement dont l’issue changera leur destin à tout jamais.  
Luke est à la tête d'une boîte de nuit ouverte par ses parents. Il a recueilli des personnes en mal d'argent et de repère. Il instaure donc « le coffre ». Le crew des pirates est populaire et décide de faire la World Jam.  
À la suite d'impayés de loyer, ils perdent "le coffre". Le crew des pirates n'est plus.  
Moose rappelle le crew du MSA apparu précédemment. Ils s'entraînent durement, et vont à la World Jam.  

## Fiche technique
- Titre original : Step Up 3D (cinéma) / Step Up 3 (vidéo)
- Titre français : Sexy Dance 3D (cinéma) / Sexy Dance 3 (vidéo)
- Titre québécois : Dansez dans les rues 3D (cinéma) / Dansez dans les rues 3 (vidéo)
- Réalisation : Jon Chu
- Scénario : Amy Andelson, Emily Meyer, d'après les personnages créés par Duane Adler
- Direction artistique : Mario Ventenilla
- Décors : Regina Graves
- Costumes : Kurt and Bart
- Photographie : Ken Seng
- Montage : Andrew Marcus
- Musique : Bear McCreary
- Chorégraphies : Jamal Sims, Nadine Hi Hat Ruffin, Dave Scott, Richmond Talauega et Anthony Talauega
- Production : Erik Feig, Jennifer Gibgot, Adam Shankman, Patrick Wachsberger
- Sociétés de production : Touchstone Pictures, Summit Entertainment et Offspring Entertainment
- Société de distribution : 
  - Walt Disney Studios Motion Pictures (États-Unis)
  - Universal Pictures (France)
- Genre : Drame, romance et film de danse
- Durée : 108 minutes
- Budget : 30 millions $
- Date de sortie :
  -  États-Unis,  Québec : 6 août 2010
  -  France : 18 août 2010

## Distribution
- Rick Malambri (VF : Yoann Sover ; VQ : Alexis Lefebvre) : Luke
- Adam G. Sevani (VF : Charles Pestel ; VQ : Sébastien Reding) : Moose
- Sharni Vinson (VF : Alice Taurand ; VQ : Karine Vanasse) : Natalie
- Alyson Stoner (VF : Sara Corréa ; VQ : Catherine Trudeau) : Camille Gage
- Keith Stallworth (VF : Diouc Koma ; VQ : Martin Desgagné) : Jacob
- Kendra Andrews (VF : Pauline Moingeon Vallès) : Anala
- Harry Shum Jr : Cable
- Stephen 'tWitch' Boss (VF : Raphaël Cohen) : Jason
- Oren 'Flearock' Michaeli (VF : Alexis Tomassian ; VQ : Louis-Philippe Dandenault) : Carlos
- Mari Koda (VQ : Claudia-Laurie Corbeil) : Jenny Kido
- Luis Rosado (VQ : Nicolas Charbonneaux-Collombet) : Monster
- Christopher Scott (VQ : Xavier Morin-Lefort) : Hair
- Joe Slaughter (VF : Franck Lorrain) : Julian
- Daniel 'Cloud'Campos (VF : Sylvain Charbonneau) : Kid Darkness
- Chadd 'Madd Chadd'Smith : Vladd
- Britney 'B' Thomas : B.
- Terrance Harrison : Radius
- Jonathan 'Legacy' Perez : Legz
- Jaime 'Venum' Burgos : Mohawk
- Ivan 'Flipz' Velez : Spinz
- Ashlee Nino : Stix
- Tamara Levinson : Bend
- Ricardo 'Boogie Frantick' Rodriguez Jr. : Wave
- LaJon 'Lil Duda' Dantzler : Smiles
- Janelle Cambridge : Fly
- Martín Lombard (VF : Fabrice Fara) : Jumeau Santiago
- Facundo Lombard (VF : Fabrice Fara) : Jumeau Santiago
- Kathy Najimy : Mère de Moose

## Bande originale
| No  | Titre                | Auteur                                                      | Durée |
| --- | -------------------- | ----------------------------------------------------------- | ----- |
| 1.  | Empire State Of Mind | Alicia Keys ft Jay-Z                                        | 2:06  |
| 2.  | My Own Step          | Roscoe Dash ft T-Pain& Fabo                                 | 4:17  |
| 3.  | This Instant         | Sophia Fresh Feat. T-Pain                                   | 3:53  |
| 4.  | Fancy Footwork       | Chromeo                                                     | 3:18  |
| 5.  | Already Taken        | Trey Songz                                                  | 3:58  |
| 6.  | This girl            | Laza Morgan                                                 | 3:09  |
| 7.  | Beggin               | Madcon                                                      | 3:52  |
| 8.  | who you are          | Jessie J                                                    | 3:18  |
| 9.  | Up                   | Jesse McCartney                                             | 2:42  |
| 10. | Bust Your Windows    | Jazmine Sullivan                                            | 4:26  |
| 11. | Freak                | Estelle ft Kardinal Offishall                               | 3:41  |
| 12. | Whachadoin           | N.A.S.A. (Feat. M.I.A., Spank Rock, Santigold, Zack Zinner) | 4:10  |
| 13. | Tear Da Roof Off     | Busta Rhymes                                                | 3:37  |
| 14. | Move (If You Wanna)  | Mims                                                        | 3:11  |
| 15. | Club can't handle me | Flo Rida ft David Guetta                                    | 3:03  |
| 16. | Shawty Got Moves     | Get Cool                                                    | 3:14  |
| 17. | Irresistible         | Wisin y Yandel                                              | 3:06  |
| 18. | Work The Middle      | Ericka June                                                 | 4:18  |

## Box office
- Mondial : 135 400 000 $ US
- États-Unis : 41 400 000 $ US
- France : 2 800 000 $ US